# SMS Fürst Bismarck (1897)
SMS Fürst Bismarck – niemiecki krążownik pancerny (klasyfikowany początkowo jako krążownik I klasy) z przełomu XIX i XX wieku, pierwsza jednostka tej klasy w niemieckiej flocie. Okręt miał wyporność 10 690 ton i osiągał prędkość ponad 18 węzłów, a jego główne uzbrojenie stanowiły cztery działa kalibru 24 cm umieszczone w dwóch wieżach. Krążownik został zwodowany 25 września 1897 roku w stoczni Kaiserliche Werft w Kilonii, a 1 kwietnia 1900 roku wcielono go do służby w Kaiserliche Marine. Jego patronem był kanclerz Otto von Bismarck. Jednostka służyła we Wschodnioazjatyckiej Eskadrze Krążowników, biorąc następnie ograniczony udział w I wojnie światowej. Okręt został wycofany ze służby w grudniu 1918 roku. Z listy floty skreślono go w czerwcu 1919 roku, po czym został złomowany w latach 1919–1920.

## Projekt i budowa

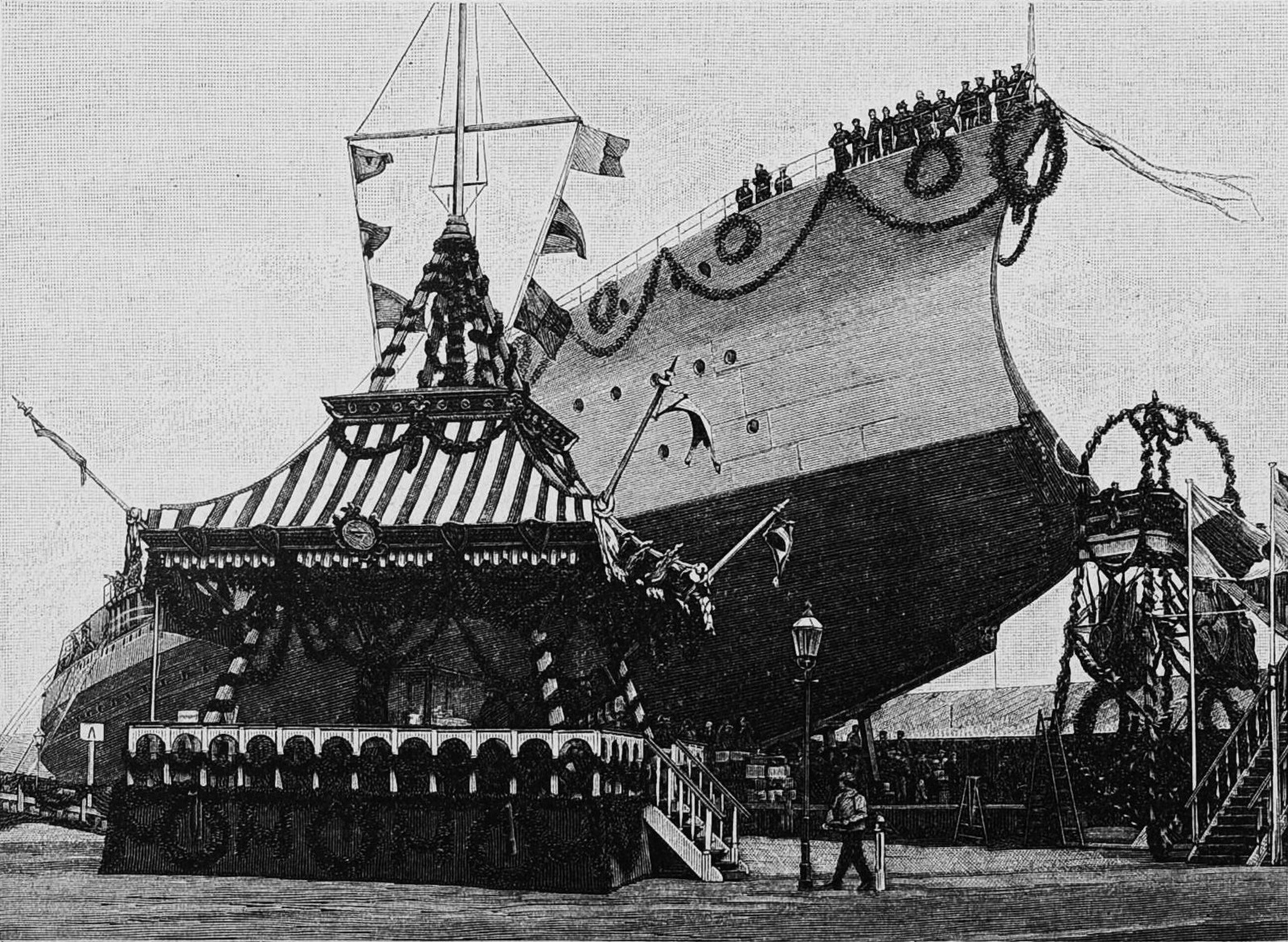
Ceremonia wodowania krążownika pancernego „Fürst Bismarck”

Objęcie tronu Cesarstwa Niemieckiego przez Wilhelma II w 1888 roku spowodowało początek rozbudowy floty wojennej, niezbędnej do zdobycia i utrzymania zamorskich posiadłości. Opierając się na założeniach francuskiej doktryny Jeune École, Minister Marynarki, admirał Friedrich von Hollmann przekonał cesarza Wilhelma II o konieczności budowy silnie uzbrojonych i mających duży zasięg krążowników kolonialnych. Doprowadziło to do powstania dużych krążowników pancernopokładowych (klasyfikowanych ówcześnie jako krążowniki II klasy) typu Victoria Louise, które jednak nie były zbyt udane, głównie ze względu na zawodne urządzenia napędowe i problemy ze statecznością. W latach 1893–1895 stworzono projekt następcy, który ze względu na silne uzbrojenie i dużą wyporność był właściwie jednostką o charakterystyce pośredniej między krążownikami pancernymi a pancernikami (podobnie jak rosyjskie pancerniki typu Pierieswiet). Okręt miał otrzymać uzbrojenie główne kalibru 24 cm, identyczne jak na budowanych w tym samym czasie pancernikach typu Kaiser Friedrich III, a także siłownię o porównywalnej mocy. Koszty powstania takiego okrętu, niewiele niższe od kosztów pancernika, spowodowały zarzucenie budowy czterech jednostek tego typu, w rezultacie czego przyszły „Fürst Bismarck” pozostał okrętem unikatowym. Fundusze na jego budowę zostały wyasygnowane przez Reichstag w roku budżetowym 1895–1896.
Okręt zbudowany został w stoczni Kaiserliche Werft w Kilonii (nr stoczniowy 23). Miał być następcą planowanej do wycofania z linii korwety SMS „Leipzig” – (niem. „Ersatz Leipzig”). Stępkę krążownika położono 1 kwietnia 1896 roku, a zwodowany został 25 września 1897 roku . Nazwę otrzymał na cześć kanclerza Rzeszy Ottona von Bismarcka. Koszt budowy okrętu wyniósł 18 mln 945 tys. marek. Był pierwszym niemieckim krążownikiem pancernym (w stosowanej wówczas nomenklaturze wielkim krążownikiem − Großer Kreuzer), klasyfikowanym do 1899 roku jako krążownik I klasy.
2 marca 1900 roku „Fürst Bismarck” został przypadkowo staranowany przez fregatę pancerną SMS „Sachsen”, nie odnosząc jednak poważniejszych uszkodzeń. Podczas prób morskich okręt osiągnął prędkość 18,5 węzła przy mocy 12 676 KM i 18,7 węzła przy przeciążeniu maszyn do 13 622 KM (przy 113 obr./min).

## Dane techniczne

### Charakterystyka ogólna

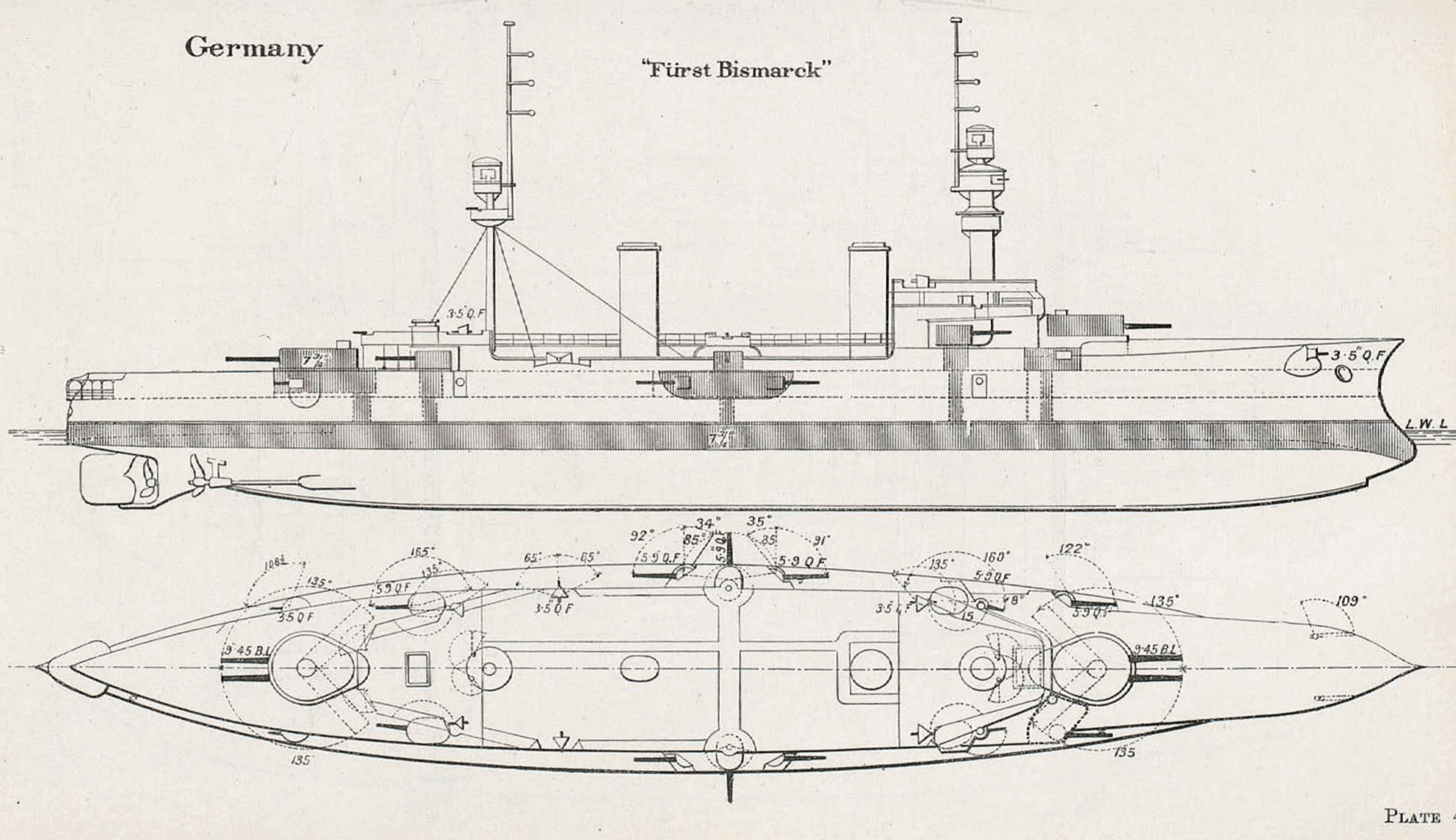
Plany krążownika pancernego „Fürst Bismarck”

Okręt był krążownikiem pancernym o sylwetce podobnej do jednostek typu Victoria Louise, z podniesionym pokładem dziobowym. Kadłub o poprzeczno-wzdłużnym układzie wiązań podzielony był na 13 przedziałów wodoszczelnych, a dno podwójne obejmowało 59% jego długości. Dolna część stewy została wykonana z brązu, a podwodną część kadłuba pokryto blachą Muntza oddzieloną od poszycia wykonanymi z drewna deskami. Jednostka miała masywne nadbudówki, dwa kominy i dwa wysokie cylindryczne maszty palowe.
Krążownik miał długość całkowitą 127 metrów (125,7 metra na wodnicy), szerokość 20,4 metra i zanurzenie od 7,8 do 8,46 metra. Wyporność normalna (konstrukcyjna) wynosiła 10 690 ton, a pełna 11 461 ton (11 281 długich ton).
Załoga jednostki składała się z 36 oficerów i 585 podoficerów i marynarzy. W przypadku pełnienia funkcji okrętu flagowego liczebność załogi zwiększała się o 76 osób, z czego 14 stanowili oficerowie.

### Urządzenia napędowe i pomocnicze
Okręt był napędzany przez umieszczone w trzech oddzielnych maszynowniach trzy czterocylindrowe pionowe maszyny parowe potrójnego rozprężania, które napędzały poprzez wały napędowe trzy śruby napędowe (dwie zewnętrzne o średnicy 4,8 metra i środkową o średnicy 4,4 metra). Para była dostarczana przez cztery kotły wodnorurkowe Thornycroft o łącznej powierzchni grzewczej 1620 m², wyposażone łącznie w osiem palenisk i osiem kotłów cylindrycznych o łącznej powierzchni grzewczej 2112 m², które miały łącznie 32 paleniska (całość została zainstalowana w sześciu kotłowniach). Ciśnienie robocze kotłów wynosiło 12 at. Wszystkie kotły były opalane węglem, którego normalny zapas wynosił 900, a maksymalny 1400 ton.
Nominalna moc siłowni wynosiła 13 500 KM przy 115 obr./min, co pozwalało na osiągnięcie prędkości maksymalnej 18,7 węzła. Zasięg wynosił 4560 mil morskich przy prędkości 10 węzłów lub 3230 Mm przy prędkości 12 węzłów. Zużycie węgla przy mocy 13 500 KM wynosiło około 13 ton na godzinę, a przy prędkości ekonomicznej 8 węzłów 4 tony na godzinę. Na rufie znajdował się pojedynczy ster.
Energia elektryczna (prąd stały o napięciu 110 V) wytwarzana była przez pięć generatorów o łącznej mocy 325 kW.

### Uzbrojenie
Główne uzbrojenie krążownika składało się z czterech dział kalibru 24 cm SK  C/97L/40 w dwóch umieszczonych w osi okrętu dwudziałowych wieżach – po jednej na pokładzie dziobowym i rufie . Masa działa wynosiła 25,64 tony, a jego długość całkowita 9,55 metra; długość samej lufy wynosiła 8,87 metra. Działa wykorzystywały amunicję rozdzielnego ładowania: pociski o masie 140 kg wystrzeliwane były za pomocą umieszczonych w łuskach ładunków miotających o masie 40 kg. Kąt podniesienia lufy wynosił od -5 do +30°, a maksymalna donośność wystrzeliwanego z prędkością wylotową 835 m/s pocisku wynosiła 16 900 metrów. Szybkostrzelność wynosiła jeden-dwa strzały na minutę. Kąt ostrzału wież wynosił 270°. Zapas amunicji wynosił 312 sztuk (czyli 78 pocisków na działo).
Artyleria średniego kalibru składała się z 12 pojedynczych dział kalibru 15 cm SK C/97 L/40 (faktyczny kaliber działa wynosił 149,1 mm) . Cztery działa umieszczono w wieżach, a pozostałe zainstalowano w kazamatach. Długość całkowita działa wynosiła 5,96 metra, długość lufy 5,54 metra, a jej masa 4460 kg. Działa także wykorzystywały amunicję rozdzielnego ładowania, a masa pocisku wynosiła od 45 do 51 kg. Kąt podniesienia lufy wynosił od -5 do +20°, a maksymalna donośność wystrzeliwanego z prędkością wylotową od 725 do 840 m/s pocisku wynosiła 13 700 metrów. Szybkostrzelność wynosiła od czterech do pięciu strzałów na minutę. Kąt ostrzału dział umieszczonych w wieżach wynosił około 180°, a tych w kazamatach 110°. Łączny zapas amunicji wynosił 1440 sztuk, czyli 120 pocisków na działo.
Artylerię do zwalczania torpedowców stanowiło 10 pojedynczych dział kalibru 8,8 cm SK C/89 L/30 . Długość całkowita działa wynosiła 2,61 metra, długość lufy 2,38 metra, a masa lufy z zamkiem 665 kg. Strzelały one pociskami o masie 7 kg (cały nabój ważył 13,8 kg) z prędkością wylotową 590 m/s. Szybkostrzelność wynosiła do 15 strzałów na minutę, a łączny zapas amunicji wynosił 2500 sztuk (250 pocisków na działo). Prócz tego na pokładzie znalazło się 10 pojedynczych szybkostrzelnych działek kalibru 3,7 cm.
Broń torpedową stanowiło sześć wyrzutni kalibru 450 mm: jedna obracalna na rufie i pięć podwodnych (jedna na dziobie oraz po dwie z każdej burty), z łącznym zapasem 16 torped . Torpedy typu C45/91S miały długość 5,1 metra, masę 550 kg (w tym głowica bojowa 197 kg trotylu), a ich zasięg wynosił 1200 metrów przy prędkości 27 węzłów i 500 metrów przy prędkości 33,5 węzła .

### Opancerzenie
Pancerz okrętu miał łączną masę 3100 ton. Jego podstawowym elementem był wykonany ze stali Kruppa wąski pas burtowy o grubości maksymalnej 200 mm na wodnicy śródokręcia, zmniejszającej się w stronę dziobu i rufy do 30 mm i na dole do 100 mm, położony na warstwie drewna tekowego o grubości 200 mm . Pokład pancerny miał grubość 30 mm, a jego skosy 50 mm.
Wieże artylerii głównej były chronione pionowym pancerzem o grubości 200 mm (dach 40 mm). Wieże artylerii średniej i kazamaty miały grubość 100 mm, a maski dział kalibru 8,8 cm miały grubość 70 mm. Przednia wieża dowodzenia chroniona była płytami o grubości 200 mm i miała strop gruby na 30 mm, a zapasowa miała ściany o grubości 100 mm (strop 30 mm). Niezatapialność jednostki starano się powiększyć poprzez wypełnienie przestrzeni między poszczególnymi pomieszczeniami i elementami konstrukcyjnymi naklejanym warstwowo korkiem.

## Służba

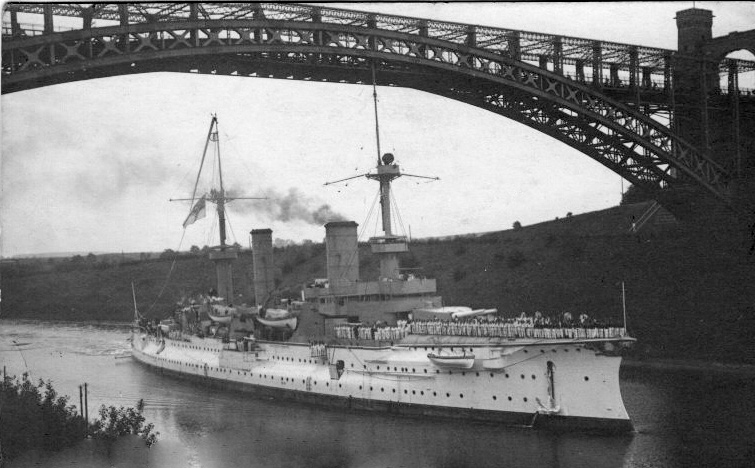
„Fürst Bismarck” w Kanale Kilońskim w 1909 roku

SMS „Fürst Bismarck” został wcielony do służby w Kaiserliche Marine 1 kwietnia 1900 roku, w rocznicę urodzin patrona jednostki. Pierwszym dowódcą okrętu został mianowany komandor (niem. Kapitän zur See) Heinrich von Moltke. W związku z trwającym w Chinach powstaniem bokserów 30 czerwca „Fürst Bismarck” opuścił Kilonię i udał się w rejs do Azji Wschodniej, zawijając po drodze do Gibraltaru, Port Saidu, Port Tewfik, Perim, Kolombo i Singapuru. 4 sierpnia okręt wyszedł z Singapuru w rejs do Tsingtao, eskortując transportowce wojska „Frankfurt” i „Wittekind”, docierając do portu przeznaczenia 13 sierpnia. 17 sierpnia „Fürst Bismarck” został okrętem flagowym Wschodnioazjatyckiej Eskadry Krążowników, dowodzonej przez wiceadmirała (niem. Vizeadmiral) Felixa von Bendemanna (tworzyły ją ponadto krążowniki „Hansa”, „Hertha”, „Kaiserin Augusta”, „Irene”, „Gefion” i „Seeadler” oraz niszczyciel „Taku”). Po zajęciu przez wojska lądowe Fortów Taku „Fürst Bismarck”, „Hertha” i „Hela” 5 października zakotwiczyły nieopodal tych fortyfikacji. W listopadzie krążownik udał się do Nagasaki na remont siłowni, a po zakończeniu działań zbrojnych na początku 1901 roku przeszedł do Tsingtao. Latem tego roku krążowniki „Fürst Bismarck” i „Geier” oraz niszczyciele S 91 i S 92 odwiedziły kilka portów w Japonii, a we wrześniu „Fürst Bismarck” i S 91 zawinęły do Port Artur. Od października 1901 roku do 15 stycznia 1902 roku okręt był ponownie remontowany w Nagasaki (podczas trwania prac stoczniowych w listopadzie nastąpiła zmiana dowódcy jednostki – nowym dowódcą został komandor Carl Friedrich).
Na początku lutego 1902 roku jednostka odbyła rejs do Singapuru, a 15 lutego dowodzenie Eskadrą objął wiceadmirał Richard von Geißler, wybierając krążownik „Fürst Bismarck” na swój okręt flagowy; 15 listopada 1903 roku zastąpił go na tym stanowisku kontradmirał (niem. Konteradmiral) Curt von Prittwitz und Gaffron. W grudniu dowództwo okrętu objął komandor porucznik (niem. Fregattenkapitän) Prowe. Podczas wojny rosyjsko-japońskiej okręty Eskadry zachowały ścisłą neutralność, uczestnicząc w ewakuacji obywateli niemieckich z Port Artur i Czemulpo, niszcząc dryfujące miny i pilnując internowanych w Tsingtao rosyjskich okrętów. W 1904 roku krążowniki „Fürst Bismarck” i „Hertha” przeszły 586 km w górę rzeki Jangcy, osiągając Wuchang, gdzie dowódca Eskadry złożył wizytę chińskiemu gubernatorowi prowincji Hubei. W połowie października 1905 roku krążowniki „Fürst Bismarck”, „Hertha” i „Seeadler” uczestniczyły w Szanghaju w uroczystości otwarcia tamtejszego klubu niemieckiego. W tym samym miesiącu okręt przeszedł remont w Tsingtao, przeprowadzony w oddanym do użytku doku pływającym o nośności 17 000 ton. W listopadzie nowym dowódcą krążownika został komandor porucznik Max Wilken. Następnie okręty Eskadry zostały wysłane do Szanghaju, by chronić niemiecki konsulat i klub. W styczniu 1906 roku krążownik odwiedził Holenderskie Indie Wschodnie, a w maju wraz z „Hansą” odbył wizytę w Japonii. 13 maja 1907 roku nowym dowódcą Eskadry został kontradmirał Carl von Coerper, który po podniesieniu flagi na „Fürst Bismarck” udał się wraz z krążownikiem „Niobe” do Japonii. W listopadzie dowództwo okrętu objął komandor porucznik Otto Wurmbach.
8 kwietnia 1909 roku „Fürst Bismarck” wyruszył w rejs do Niemiec, zawijając 29 kwietnia do Kolombo, gdzie nastąpiło przekazanie dowodzenia Niemieckiej Eskadry Wschodnioazjatyckiej na ręce kontradmirała  Friedricha von Ingenohla, który zmierzał do Azji Wschodniej na pokładzie krążownika pancernego SMS „Scharnhorst”. 13 czerwca „Fürst Bismarck” dopłynął do Kilonii, gdzie 26 czerwca został tymczasowo wycofany ze służby. W 1910 roku okręt trafił do macierzystej stoczni w Kilonii na modernizację, która miała na celu przebudowę krążownika na torpedowy okręt szkolny. Trwające w latach 1910–1915 prace miały następujący zakres: wymieniono maszty na lżejsze kolumnowe, dwa działa kalibru 15 cm oraz całą broń małokalibrową, a także powiększono pomieszczenia torpedowe . Podczas modernizacji przystosowano również część kotłów do opalania paliwem płynnym i od tej pory okręt zabierał dodatkowo 120 ton oleju napędowego. Po zakończeniu remontu, już w trakcie trwania I wojny światowej, 28 listopada 1914 roku, bez kompletnej załogi, SMS „Fürst Bismarck” został ponownie wcielony do służby, a komendę nad okrętem objął komandor Ferdinand Bertram (dowódca Szkoły Artylerii Okrętowej). W lutym 1915 roku krążownik został przyporządkowany Dowództwu Prób Torpedowych jako okręt-cel, a od marca rozpoczął służbę jako okręt szkolny dla personelu obsługi maszynowni, przydzielony do I Inspektoratu Marynarki Wojennej w Kilonii. W kwietniu nowym dowódcą okrętu został komandor podporucznik (niem. Korvettenkapitän) Eduard Bartels. We wrześniu 1916 roku jednostka została rozbrojona, a w listopadzie dowództwo okrętu objął komandor podporucznik Gustav Blockhuis. W 1917 roku służyła jako okręt szkolny dla dowódców podwodnych statków handlowych i sterowców marynarki, od września mając nowego dowódcę – komandora podporucznika Wilhelma Hollmanna.
SMS „Fürst Bismarck” został wycofany ze służby 31 grudnia 1918 roku, już po zakończeniu działań wojennych. Wiosną 1919 roku były krążownik pancerny wykorzystywany był jako pływające biuro dla niemieckich okrętów stacjonujących na Morzu Bałtyckim. 17 czerwca 1919 roku okręt został skreślony z listy jednostek floty i sprzedany firmie złomowej Brand & Sohn z Dortmundu. Złomowanie krążownika zostało przeprowadzone w latach 1919–1920 w Rendsburg–Audorf.